# Cananga-olie
Cananga-olie is een etherische olie, die door middel van stoomdestillatie wordt gewonnen uit de vers geplukte bloemen van de Cananga odorata. Deze olie wordt in tegenstelling tot de ylang-ylangolie in z'n geheel gewonnen. 
De olie heeft een groengele tot oranje kleur en een zoete, bloemige en balsemieke geur. De geur is zachter dan die van de ylang-ylangolie en wordt vooral gewaardeerd door mensen die de geur van ylang-ylangolie te bedwelmend vinden. De olie wordt voornamelijk in Java, Fiji en Samoa geproduceerd. Voor 1 liter cananga-olie zijn 100 kilo verse bloemen nodig. De Cananga odorata levert gemiddeld zo'n 120 kilogram bloemen per jaar.
Al eeuwenlang worden canangabloemen in kokosolie geweekt. Deze vette geurige olie wordt traditioneel gebruikt voor de huid- en haarverzorging. Op het eiland Tahiti wordt dit verwerkt in de zogenaamde monoi motoi, en verder zit het ook in makassarolie verwerkt. Tegenwoordig wordt de gedestilleerde olie gebruikt, vooral als hart- tot basisnoot in Oriëntaalse bloemenparfums. Deze olie zit ook in wereldberoemde parfums als Chanel No. 5. Verder wordt de olie ook gebruikt voor het parfumeren van zeep en andere cosmetica. In sommige frisdranken en alcoholische dranken is het een smaakstof.